# 180
Cette page concerne l'année 180  du calendrier julien. Pour l'année 180 av. J.-C., voir 180 av. J.-C. Pour le nombre 180, voir 180 (nombre).
L'année 180 est une année bissextile qui commence un vendredi.

## Événements
- 17 mars : mort de Marc Aurèle, probablement à Sirmium, peut-être à Bononia, port sur le Danube, selon Tertullien, ou encore Vindobona, selon Aurelius Victor[1]. La succession revient logiquement à son fils et est facilitée par les proches de l'ancien empereur dont Claudius Pompeianus. Début du règne de Commode, empereur romain, âgé de 19 ans (fin en 192).
- 17 juillet : condamnation des Martyrs scillitains. Des chrétiens d'Afrique, refusant de prêter serment sur le « numen » impérial sont suppliciés à Carthage[2].

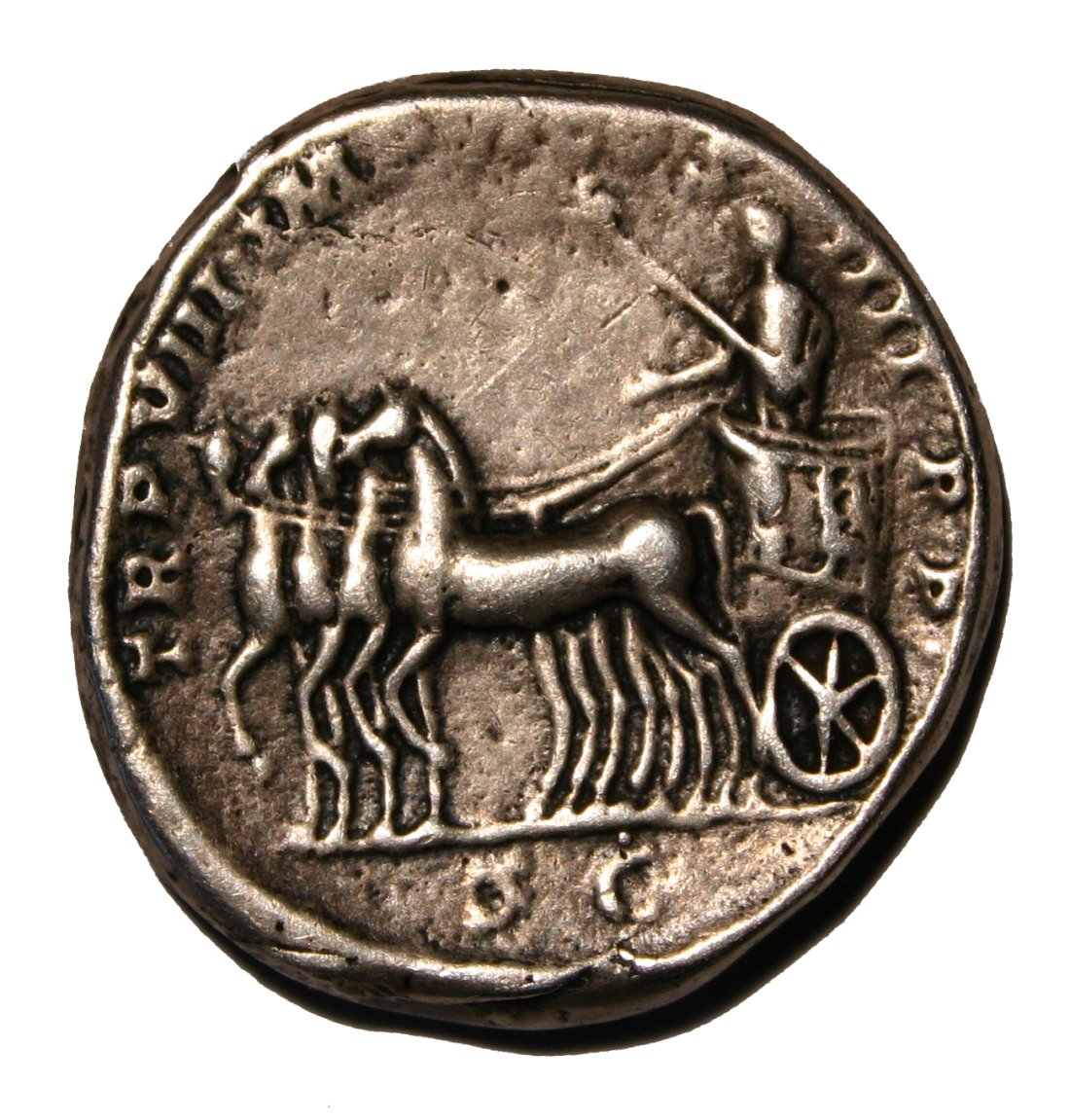
22 octobre : triomphe de Commode.

- Septembre : Commode obtient quelques succès sur les Quades. Pressé de rentrer à Rome, il met un terme à la guerre. La paix conclue avec les Quades et les Marcomans leur interdit une bande riveraine du fleuve de 7 km de large, ainsi que de faire la guerre aux Iazyges, Bures et Vandales ; ils doivent rendre les armes, fournir des troupes et du blé aux Romains et ne peuvent se réunir qu'une fois par mois en présence d'un centurion[3]. Ses généraux poursuivent cependant les opérations durant plusieurs mois. Commode est par la suite accusé d'avoir bradé la paix[4].
- 22 octobre : Commode, rentré à Rome, célèbre son triomphe pour sa victoire sur les peuples danubiens[3].

## Naissances en 180
- Sextus Julius Africanus, historien.

## Décès en 180
- 17 mars : Marc Aurèle, empereur romain, à Vienne (Vindobona), dans l'actuelle Autriche. (° 26 avril 121).
- Pausanias, géographe grec.